# گلیامو
گلیامو (به لاتین: Golyamo Belovo) یک منطقهٔ مسکونی در بلغارستان است که در استان پازارجیک واقع شده‌است. گلیامو ۵۷۲ نفر جمعیت دارد و ۴۱۱ متر بالاتر از سطح دریا واقع شده‌است.